# Kristyr

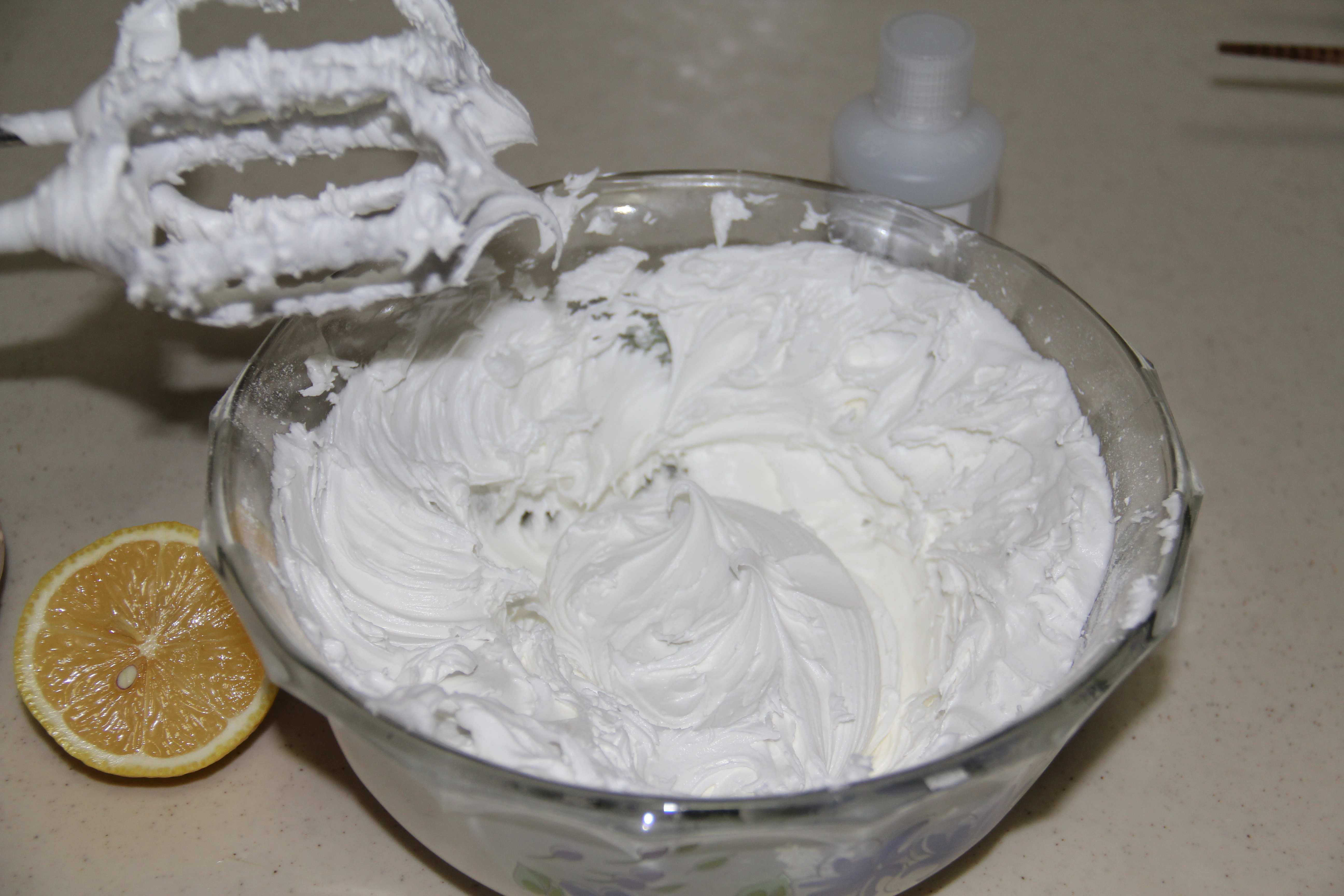
Kristyrtillverkning.

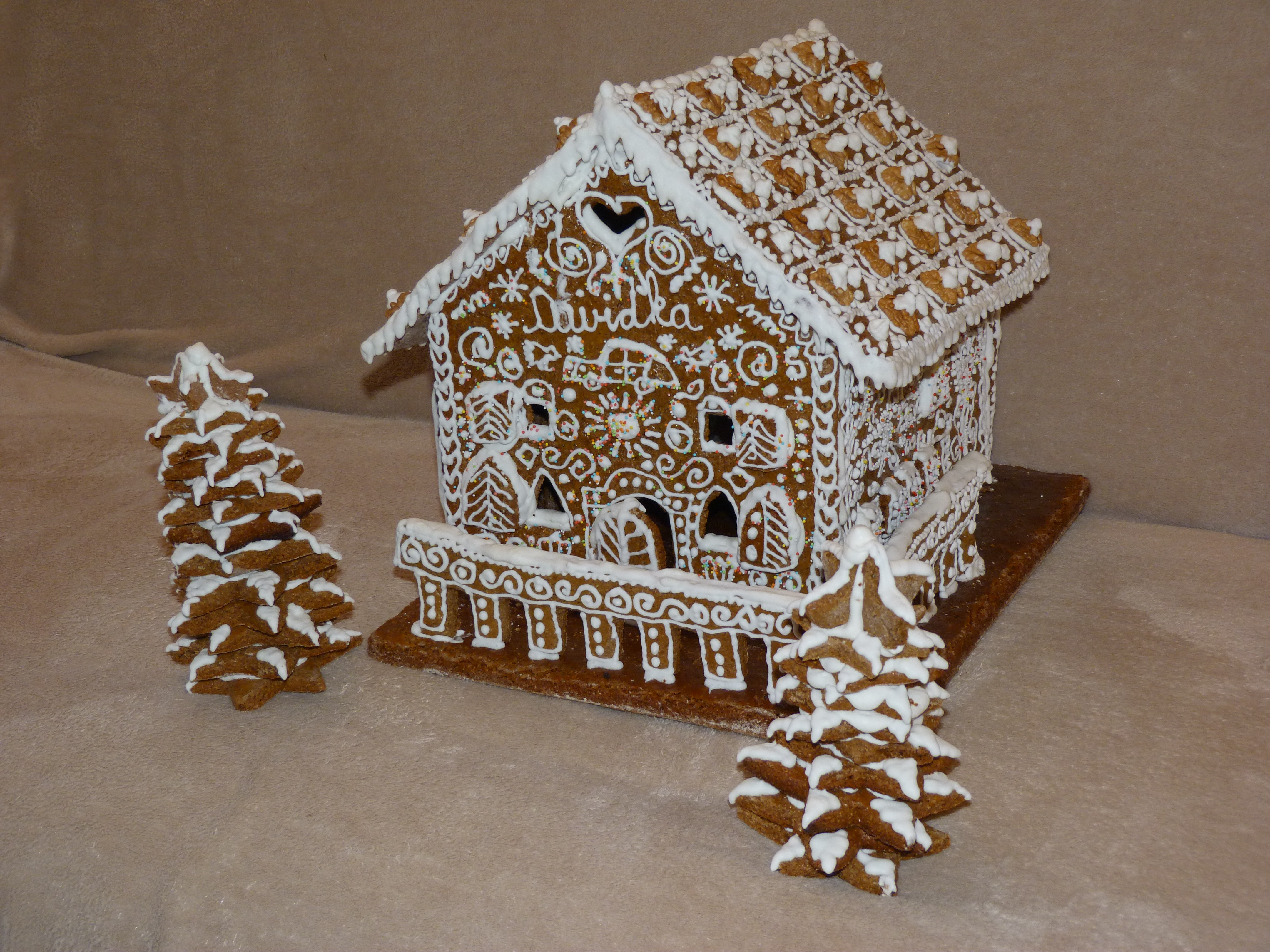
Pepparkakshus med kristyr.

Kristyr består av florsocker, äggvita eller äggvitepulver och några droppar ättika och är då vit till färgen. Genom att tillsätta några droppar hushållsfärg kan den fås i flera olika färger. Kristyr är lagom mjuk för att kunna spritsas i olika former och samtidigt tillräckligt hård för att inte flyta ut. Kristyr har en söt smak med en lätt syrlighet från ättikan. Den används till garnering av bakverk, exempelvis pepparkakshus, helstekt grishuvud, jul-, frukt- och bröllopstårtor och den skånska spettekakan.